# Warner Music Italy
La Warner Music Italy è una casa discografica italiana appartenente alla corporazione statunitense Warner Music Group.

## Storia
A partire dal 1975 il gruppo Warner Communications, che prima si appoggiava per la distribuzione alla Dischi Ricordi, aprì una propria sede a Milano dando vita alla WEA Italiana ed alla Warner Bros. Records, dedicandosi (oltre che alla stampa dei dischi del catalogo internazionale) anche al lancio di artisti italiani; tra i più noti vi furono i New Trolls, Mia Martini, Michele Pecora e Umberto Napolitano.
Dal 1988 acquisisce la CGD, cambiando nome in "Warner Music Italy".

## Staff dirigenziale
Presidente di Warner Music Italy è Pico Cibelli, che a dicembre 2022 ha sostituito Marco Alboni. Vicepresidente è Gianluca Guido, mentre la direzione artistica è affidata a Marco Masoli. La divisione ADA è guidata da Davide D'Aquino. Renato Tanchis è direttore dello Strategic e del Catalogo.